# 白子不断ザクラ

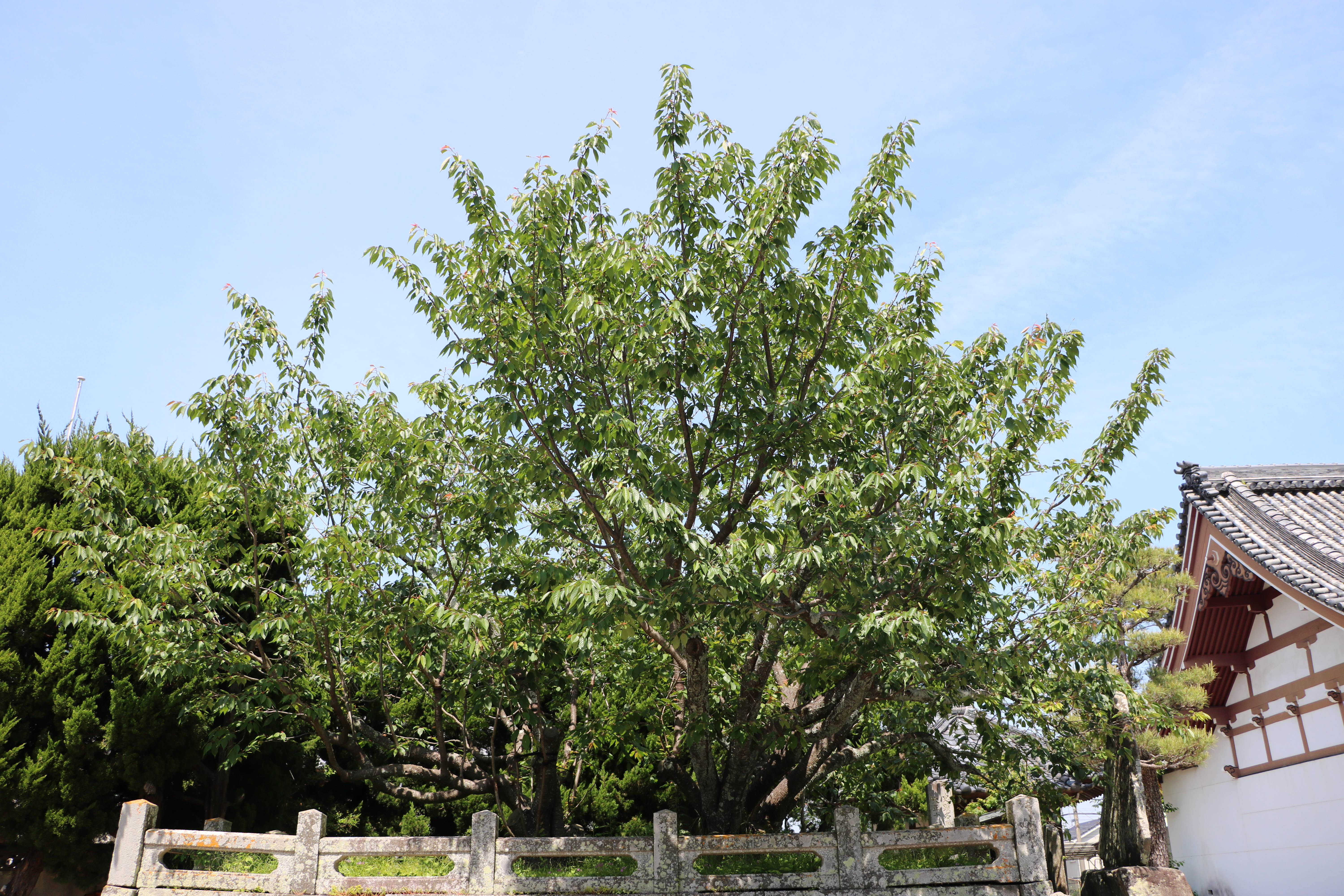
白子不断ザクラ。2023年5月10日撮影。

白子不断ザクラ（しろこふだんザクラ）は、三重県鈴鹿市寺家3丁目の子安観音寺の境内に生育する、ヤマザクラとオオシマザクラの種間雑種と考えられるサクラ属の栽培品種「不断桜」の原木で、国の天然記念物に指定されたサクラの歴史的名木である。
不断桜（学名：ヤマザクラ×オオシマザクラ Cerasus jamasakura × P.speciosa、栽培品種名：不断桜 Cerasus Sato-Zakura Grouph ‘Fudanzakura’ ）という名称の由来は、四季を通じて葉が見られ、真夏を除くほとんどの時期、梢のどこかに一重の五弁花を咲かせる、いわゆる「四季咲き」をすることから付けられた名前で、同寺院の霊木として古くから親しまれてきた。
寺の縁起に残る白子不断ザクラの古い記録は奈良時代の天平宝字年間（757年から765年）まで遡ることができ、それ以降も数多の和歌や紀行に登場し、江戸時代に入ると能の題材に取り上げられたり、名所図会『伊勢参宮名所図会』にも描かれるなど、歴史的、文化史的に著名なサクラである。
日本の天然記念物制度に深くかかわり「桜博士」とも呼ばれた 植物学者の三好学により調査が行われ、指定当時の保存要目第一号のうち名木「地方的名木として保存を要す」として、1923年（大正12年）3月7日に国の天然記念物に指定された。今日の樹個体は主幹が失われた後に萌芽が成長した、株立ち状になった2つの株であるが、非常に生命力の強いサクラで、幹の損傷と萌芽の成長を何度も繰り返しているものと考えられている。1997年（平成9年）に三重県が選定した『みえの樹木百選』のひとつにも選ばれている
白子不断ザクラのある白子地区は伊勢湾西岸の白子港に近く、古くより伊勢参宮街道の宿場町として多くの人々の往来が盛んな地域で、子安観音寺という寺院名にもあるように安産の守護観音としても知られており、今日も各地から安産祈願のために参拝者が訪れ、寺では不断桜の葉を安産のお守りとして頒布している。

## 解説

### 不断桜の伝承と歴史

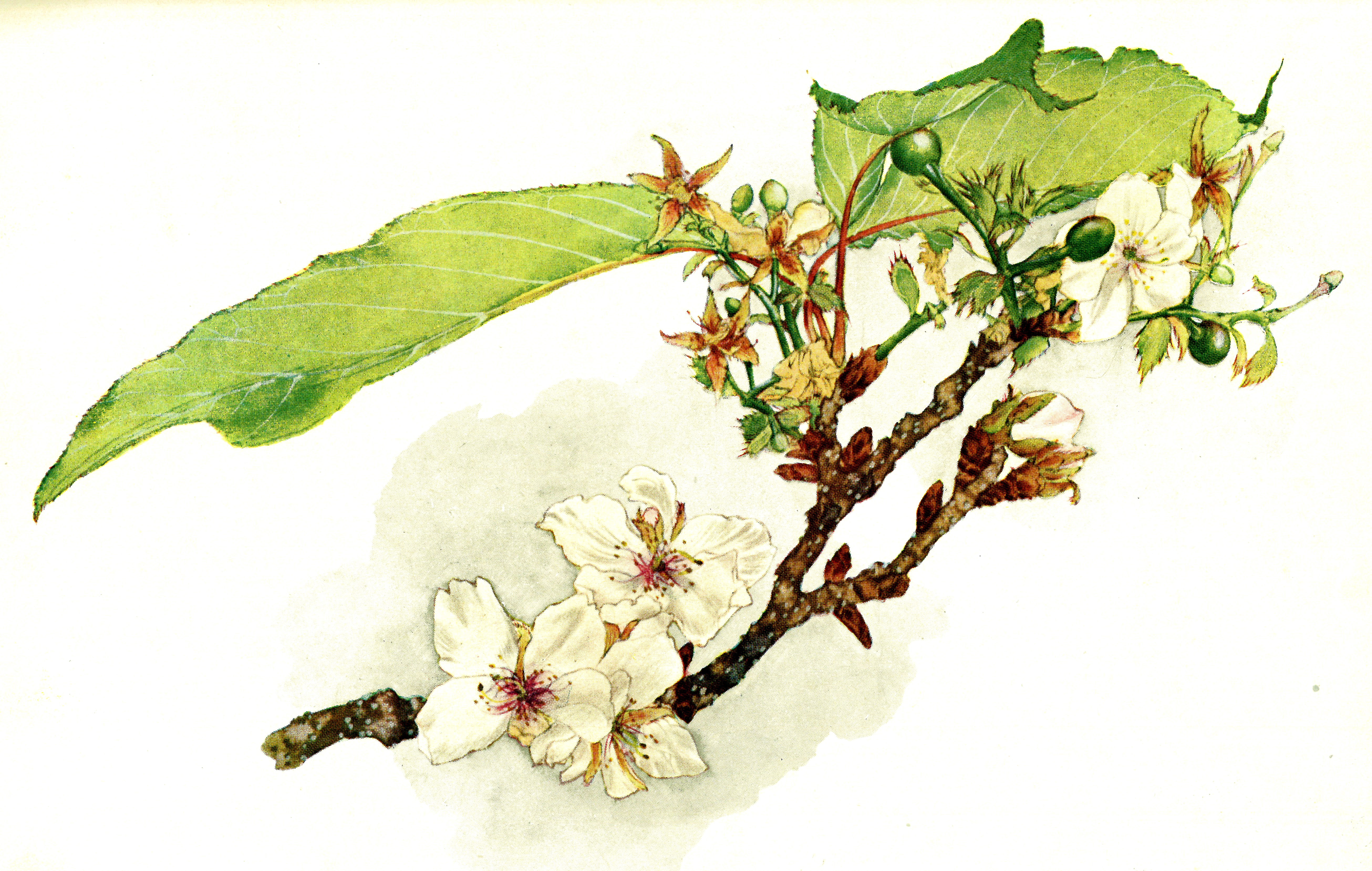
秋に咲く不断桜の花。1935年（昭和10年）11月10日に描かれた写生図。

白子不断ザクラ（以下、不断桜と表記する）は三重県鈴鹿市の南東部、伊勢湾の海岸線に近い白子地区の子安観音寺にあるサクラで、山門の仁王門をくぐり正面に本堂を見て左側（南側）境内の一角に、間口と奥行が7.5メートル、高さ約1メートル、約70センチメートルの石柵で囲まれた方形の石垣があり、その中に国の天然記念物に指定された不断桜2株が生育している。
古くから日本国内各地に「不断桜」と称される「四季咲き」をするサクラは複数存在するが、その中でも白子不断桜は模式的かつ最も著名なもので、国の天然記念物に指定されたサクラの中で名称に「不断」が入るものは本件のみである。
伝承によれば不断桜は称徳天皇の頃から1,200年以上咲き続けているとされ、記録に残る最古のものは天平宝字年間（757年から765年）の年号が文中に見られる寺の縁起である。
内容は、称徳天皇が不断桜を献上させ宮庭に植えてみたが、一夜で枯れてしまった。そこで帝は御製の和歌を添えて子安観音寺に戻して植えると、たちまち葉を茂らせ花を咲かせたという言い伝えである。

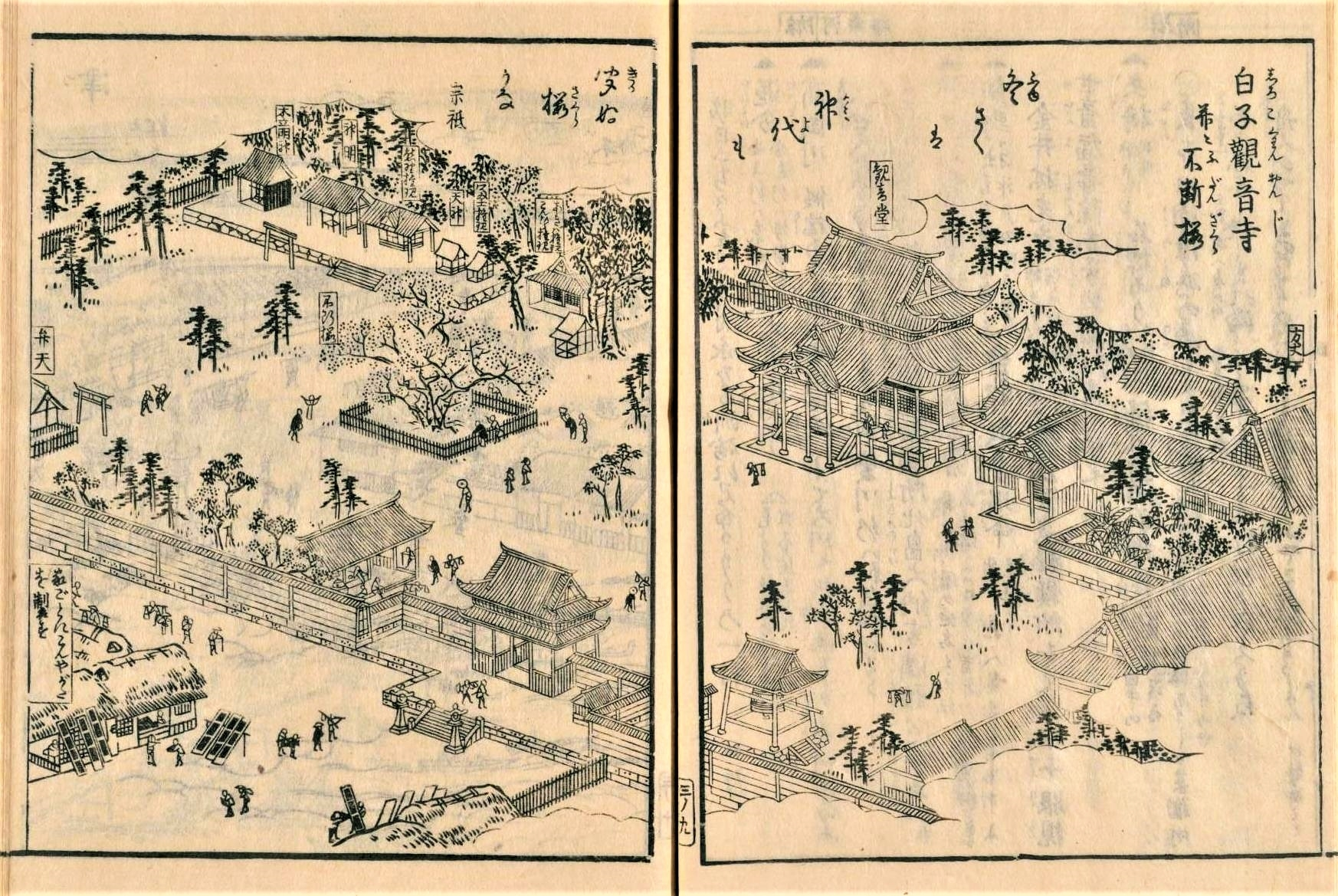
伊勢参宮名所図会、蔀関月画。寛政9年（1797）。左頁側に不断桜が描かれている。両頁上部に跨って宗祇の「冬咲くは　神代も聞かぬ　桜かな」の句が記されている。

その後も不断桜は様々な古書中に記載が見られ、連歌師の里村紹巴が永禄10年（1567年）に東国へ下った際に記した紀行『富士見道記』では「白子山観音寺に不断桜とて名木あり」と記され、同時期には連歌師宗祇による「冬咲くは　神代も聞かぬ　桜かな」の句が詠まれている。
江戸時代に入ると当時の文化人らによる不断桜の開花状態を記した記録が多く現れる。代表的なものを次に引用する。
伊勢白子観音寺の庭に櫻あり四季に花をつく。不断櫻と名のつく。…（後略）
『怡顔斎何品桜品』松岡恕庵（享保年間）
伊勢国白子といふに、子安の観音とて名高き寺あり。其寺内に、不断櫻とて常に花を咲る櫻あり。是は都近ければ、古今ともに其名高く、歌人俳人もつとも吟詠多し。唯三月は殊に花多く、其除は花すくなし。（中略）世にたぐひなき名木なり。…（後略）
『西遊記』橘南谿（寛政年間）
伊勢國白子の寺家村観音寺の堂の前に一本の櫻あり四時に花さけり。盛りの花のごとくにはあらず葉がくれに五七輪の花常にたへず。…（後略）
『諸国里人談』菊岡沾涼（文政年間）
常磐櫻 この花白色すこし粉紅にして木葉ともに常の櫻に異ならず四季に花をひらく冬も葉落ちず落花あり荅あり若葉あり落葉あり段々に花ひらくゆへ名づく又一種八重のものあり
六々櫻種類云小櫻に似て茎長短あり四時花絶えず伊勢國白子の浦観音寺現存す其外所々にあれども此寺の種に増〔ママ〕れるはなし。…（後略）
『古今要覧稿』屋代弘賢（寛保年間）
これらの記述内容から江戸時代の中頃には、年間を通じて葉や花が絶えない不断桜の特徴が文化人の間で広く知られていたことが分かる。
また、能の題材としても取り上げられるようになり、観世流の貞享3年（1686年）版「観世流二百番外百番」の三では、本尊観世音の霊験により咲く「不断桜」として登場し、「勢州白子観音寺の花、四季に咲く由、君聞しめし及ばせ給ひ、急ぎ見て参れとの宗旨を蒙り、唯今伊勢路の旅に赴き候」と歌われる。
寛政9年（1797年）に出版された名所図会『伊勢参宮名所図会』の三の九には、浮世絵師の蔀関月により不断桜が描かれている。これは絵として最初に描かれた不断桜であり、境内の中央付近で柵に囲まれ、当時は地表面に生育していた様子が分かる。続く文政年間（1818年から1831年）には京都の画家広瀬花隠による『三十六桜譜』で白子不断桜の寒中紅葉と開花の様子が描写されている。同時期の文化2年（1805年）には失火による火災に遭い、不断桜は焼失したものの枯死は免れ、残った幹から芽吹いて再び繁茂したという。
天保3年（1832年）7月には地元白子出身の豪商である久住五左衛門により、不断桜の周囲に盛土が施され石垣と石柵が寄進されたが、この時の石垣と石柵は今日も残され利用されている。久住家は江戸中期に江戸に店舗を構えた豪商であるが、明治維新後に衰退し事業を廃している。

### 天然記念物の指定
古くから親しまれてきた不断桜は明治維新以降も霊木として大切にされ、維新時の慶應4年（明治元年、1868年）の春、不断桜の石垣の北面側に「不断櫻詩碑」が建立された。これは津の詩人による詩が刻された、高さ約180センチメートルの三角形状の石碑で、土台として間口240センチメートル、奥行き90センチメートル、高さ100センチメートルほどの荒石積みの上に建立されている。

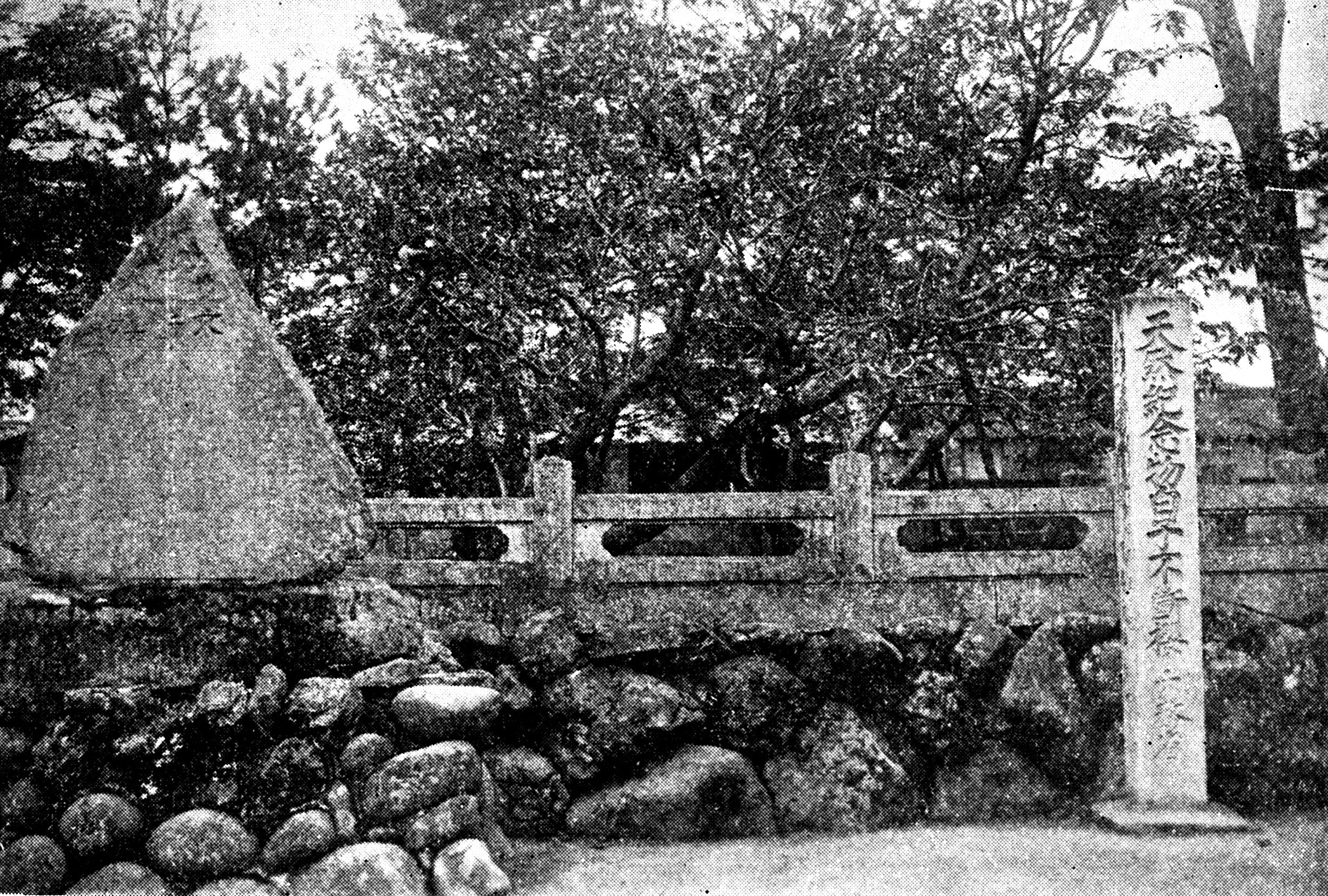
1934年（昭和9年）4月23日撮影の白子不断桜。石垣や石碑など今日とほとんど変わらない様子が分かる。

白子不断桜が国の天然記念物に指定されたのは1923年（大正12年）3月7日であるが、これは1919年（大正8年）に「史蹟名勝天然紀念物保存法」が公布され天然記念物制度が最初に制定されたわずか4年後のことで、指定に先駆け調査を行ったのは日本の天然記念物の制度制定に大きくかかわった植物学者の三好学（東京帝國大学教授）である。
具体的な調査日時は不詳であるものの、三好は1920年（大正9年）6月7日に発行された『天然紀念物調査報告 植物之部 第14輯』で不断桜の様子を報告しており、伊勢鉄道白子観音駅（現近畿日本鉄道名古屋線鼓ヶ浦駅）より一丁に過ぎない距離であること、伊勢参宮名所図会では境内の平地に生育する姿が描かれているが、現状は四方を石垣で囲まれ盛土が施された中に生育しており、古い幹が2本と新しい幹が7-8本あり、古い方の2本の幹の目通り周囲は3尺8寸と3尺1寸であることなどが記されている。報告書の末尾で三好は、春の開花期以外にも年間を通じて多少開花する等の特性が指摘され「地方的名木として保存を要する」と記している。
国の天然記念物に指定されたサクラは全部で39物件あるが、これは植物の中ではスギの48物件に次ぐ多さで、その理由として選定に三好学が関わったことが指摘されている。制定当時の大正年間に三好は「史蹟名勝天然紀念物調査委員会委員」を務め、日本全国の天然記念物指定候補の調査と選定に大きくかかわっており、とりわけ桜博士とも呼ばれた三好が名付けたサクラの学名は200を超え、栽培品種は今日でも三好の分類が基礎となっている。
今日も石垣の前に建立されている天然記念物標柱は方30センチメートル、高さ180センチメートル、指定翌月の1923年（大正12年）4月1日に建設が開始されている。

### 更新再生と樹勢回復事業
白子不断桜は古くより知られるサクラ樹であるが、正確な樹齢を検証することは困難とされる。一般的にサクラの樹齢を考える場合、株としての年齢（株年齢）と、幹としての年齢（幹年齢）を分けて考える必要がある。サクラは後になってから複数の幹が新たに伸びたり、幹が枯死した後に新たな萌芽が成長して複数の幹を形成することがあるため、いわゆる年輪から樹齢を判断することには限界がある。サクラ類は幹が腐朽しやすく、実際に白子不断桜は火災による損傷や、一部の幹の枯死、新たな萌芽の成長といった再生更新が繰り返されてきた記録が残されている。
近代に入ってからの確実な記録の残るものでは、1897年（明治30年）に主幹の1本が枯死、天然記念物指定2年後の1925年（大正14年）には暴風雨により枯損が発生し全体的な繁りが少なくなったことが記録されている。三重県天然記念物調査委員の服部哲太郎が1934年（昭和9年）4月23日に行った調査記録があり、石垣の中に大小4つの株があって幹囲はいずれも40センチメートルほどで、伸びたひこばえは高さ2メートルから3メートルほどであった。その後、病害虫や1946年（昭和21年）の本堂の火災による被害、また1959年（昭和34年）の伊勢湾台風による倒伏などがあったが、その都度新たに新芽を出し生長を続けている。
2023年（令和5年）の時点で、現存する白子不断桜は株立ち状になった2つの株があるが、いずれも幹回りは50センチメートルにも満たず、当然ながら室町時代や江戸時代まで遡ることは出来ず、幹の実年齢は80年程度と推測されている。ただし株としての年齢は見た目以上に長く、桜の研究者として知られる勝木俊雄は、より詳細な検証が必要であるものの、本当に室町時代まで遡れる可能性は高いと指摘している。
冬に咲くサクラは他所でも冬桜などと呼ばれ複数の例が知られるが、秋の10月頃から冬の期間中に開花し続ける不断桜の「秋冬咲き」は他にほとんど例がない。秋に開花するメカニズムについて三重大学農学部の永田洋による1978年（昭和53年）から3年間にわたる継続的な調査により、早期の落葉が開花に影響を与えていることが判明している。具体的には例年9月中に殆どの葉が落ち、11月に開花することが通年の流れであったが、1978年は9月中でも8割以上の葉が落ちずに残存した結果、11以降の開花は極端に少なくなり、翌春の開花が例年以上に花数が増えた。このことは秋の開花には早い時期での落葉が必要で、この落葉によって作られた花芽が秋から冬にかけて咲くことが分かった。しかしこの頃より冬季の開花は見られるものの、10月の開花はほとんど見る事が出来なくなり始めた。

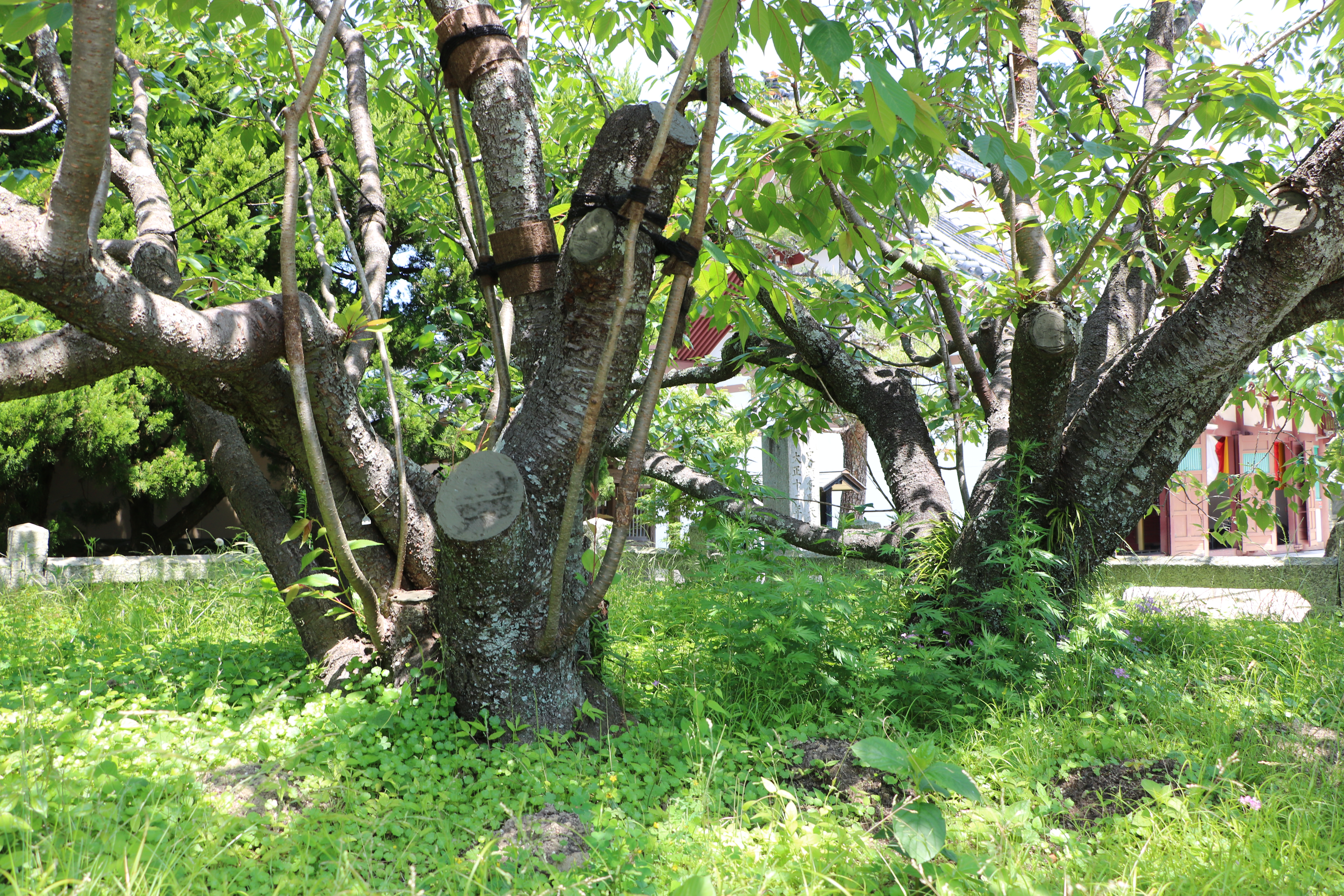
古い株から新たな枝を伸ばし始めている。2023年5月10日撮影。

樹勢によって落葉時期が影響を受けることは樹木医らの間では一般的に知られており、不断桜も12月になっても紅葉が残り多くの葉が残った状態では全く開花していないことが確認された。鈴鹿市より委託を受け2006年（平成17年）より不断桜の定期的な診断を行っている中村昌幸は、樹勢回復に向け2011年（平成23年）から5か年以上に渡り、土壌改良、根や枝の更新といった段階的な治療を行った。
この時点で中央上部の枝の樹冠が著しく衰退しており、別の枝では木材腐朽菌の一種ヒイロタケの侵入が確認されるなど、全ての枝で幹の上方の枯れや腐朽が進行していることが判明した。このような樹勢の衰えは地中の根に問題があることが多く、中村は石垣内部の土壌を掘り診断を行ったところ、不断桜の根は地表面に近い部分と、深さ50センチメートル付近に集中しており枯死した根も多く、60センチメートル以下の深さには不断桜の根は観察されず、隣接するカイヅカイブキの根が侵入していた。土壌の硬度を測定すると深さ50から60センチメートルに硬く締まった層があり、ここを境に不断桜は根を深く伸ばせず、同時に過剰に施肥した影響で地表面直下に根が過剰に張ってしまい、地下からの無機養分の吸収バランスを崩したものと推測された。
石垣内部の土壌は4つの区画に分割し、4年に分けて土壌改良が実施された。70センチメートルまでを改良範囲とし、5パーセントのセラミック炭を加えた体積比20パーセントのバーク堆肥を使用して根の発育をコントロールし、肥料については過剰供給にならないよう注意しつつ施肥し、同時に新しい枝の育成の妨げになる枯れ枝や古枝の剪定、必要に応じて支柱や麻縄を使い枝の誘引を促した。その結果、状態の良い新しい枝が育成するようになり、衰退した枝葉はほとんど見られなくなった。治療後の開花は特に秋冬の開花状況に注視して観察が行われ、新たに伸びた新枝よりも、残した古い枝のほうに秋冬の開花が多い傾向が見られ、幹の年齢や樹勢が影響を与えていることが示唆された。
|                         | 9月    | 10月   | 11月  |
| ----------------------- | ------ | ------ | ----- |
| 1961年 - 1970年の平均値 | 19.6°C | 12.9°C | 7.1°C |
| 1971年 - 1980年の平均値 | 19.4°C | 13.2°C | 7.4°C |
| 1981年 - 1990年の平均値 | 20.4°C | 13.5°C | 8.2°C |
| 1991年 - 2000年の平均値 | 21.1°C | 15.3°C | 9.3°C |
| 2001年 - 2010年の平均値 | 21.6°C | 15.5°C | 8.7°C |
| 2011年 - 2020年の平均値 | 21.6°C | 15.9°C | 9.9°C |

また、1961年（昭和36年）から2020年（令和2年）までの津地方気象台の気象統計データから、特に1980年（昭和55年）以前の30年間とそれ以降の30年間とでは、9月と10月の日最低気温の平均値が摂氏約2°Cも上昇しており、このような気候変動が不断桜の秋冬の開花に影響を与えている可能性も指摘された。
石垣内部の土壌改良の際、深さ70センチメートルの地中から寛永通宝が出土したが、たまたま同時期に行われていた下水道工事により周辺の道路が掘削されており、石垣の中の土壌は寺院周辺の土壌と同じものであることが分かった。先述したように石垣は江戸後期の天保3年（1832年）に施工されているが、寛永通宝は石垣内に盛土をした際に紛れ込んだのか、あるいは何らかの願いを込めて入れられたのかは不明である。
年間を通じて葉の一部が枝に残る不断桜は観音の霊木として、安産祈願や子宝祈願に霊験あらたかなものとして親しまれ、不断桜の葉を安産のお守りとして頒布されている。また伝統工芸品として国の重要無形文化財と通産省の伝統的工芸品の指定を受けている伊勢型紙は、不断桜の虫食い葉の文様を見た観音寺の和尚が思いついたことが発祥という言い伝えも残されている。白子観音寺では毎年3月17日、不断桜に手を合わせて祈り読経を行う「不断桜供養会」と呼ぶ伝統行事が続けられている。
日本全国の主要なサクラの栽培品種や名木などから、接ぎ木によるクローンが収集されている林野庁所管の森林総合研究所多摩森林科学園サクラ保存林（東京都八王子市）には、子安観音寺の原木から直接導入された不断桜のクローンが植栽され、DNA・形質・履歴による正確な分類、系統保存が行われている。

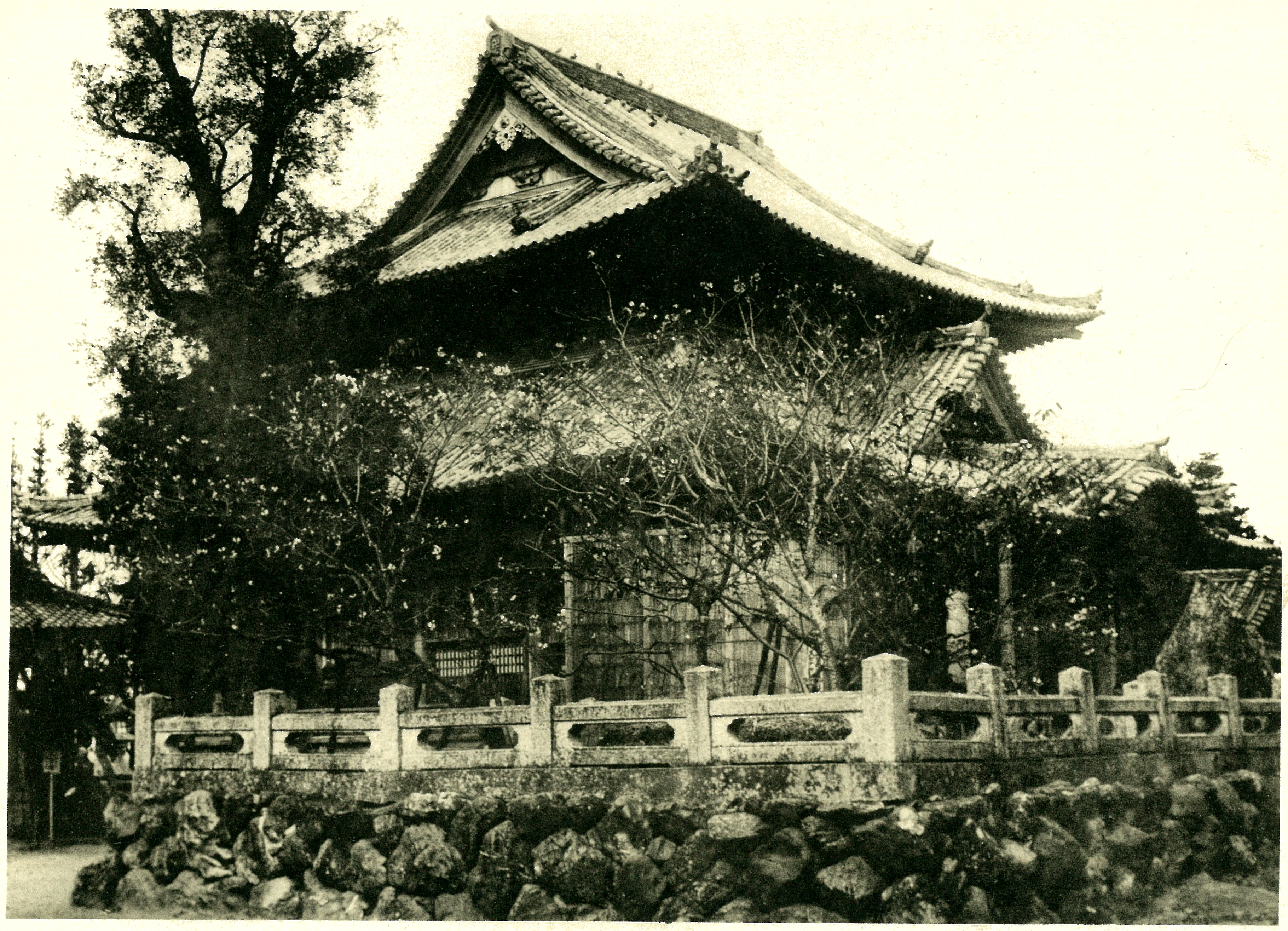
1935年（昭和10年）11月25日に撮影された秋咲きの様子。
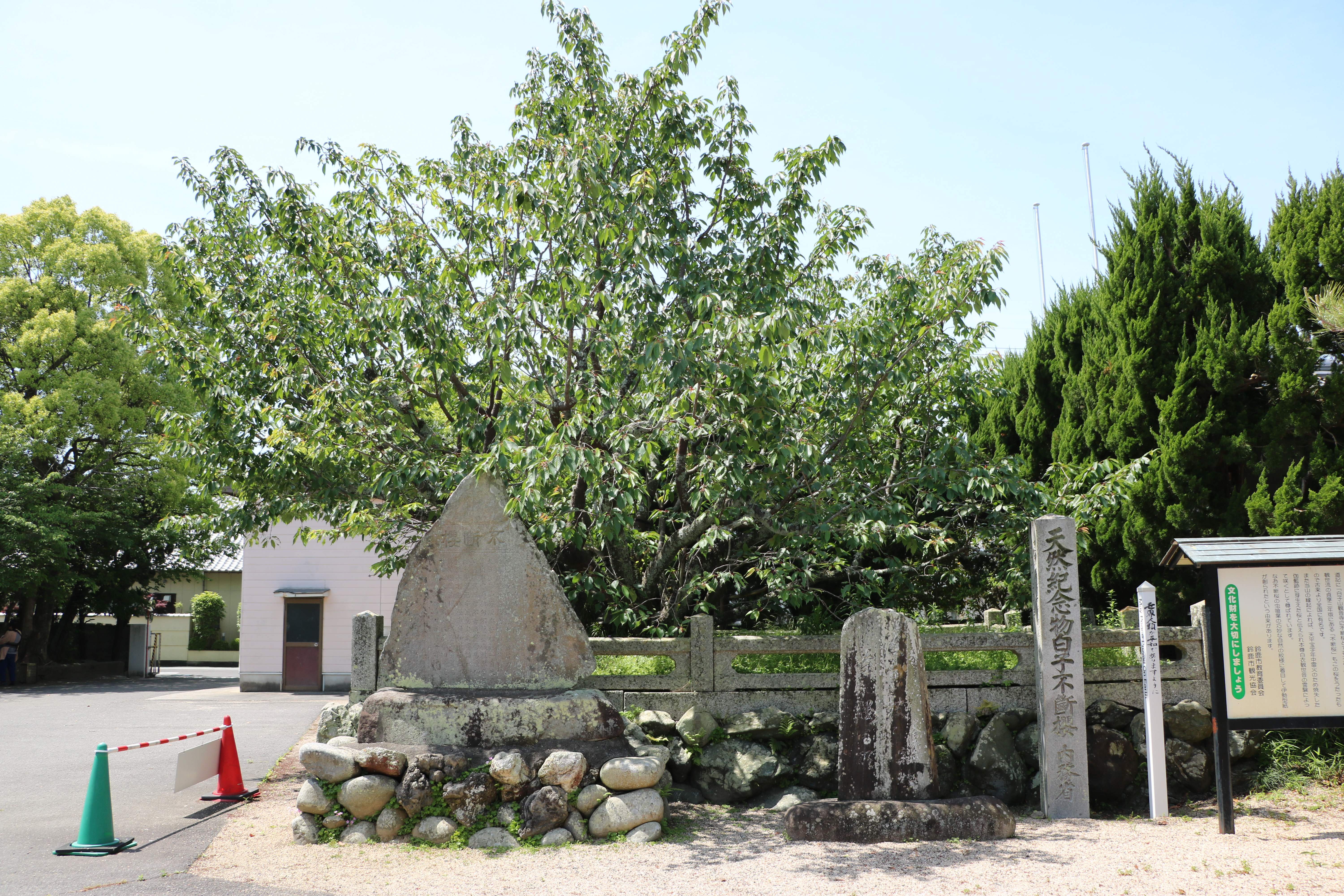
治療により梢の上方樹冠も樹勢は良好である。2023年5月10日撮影。
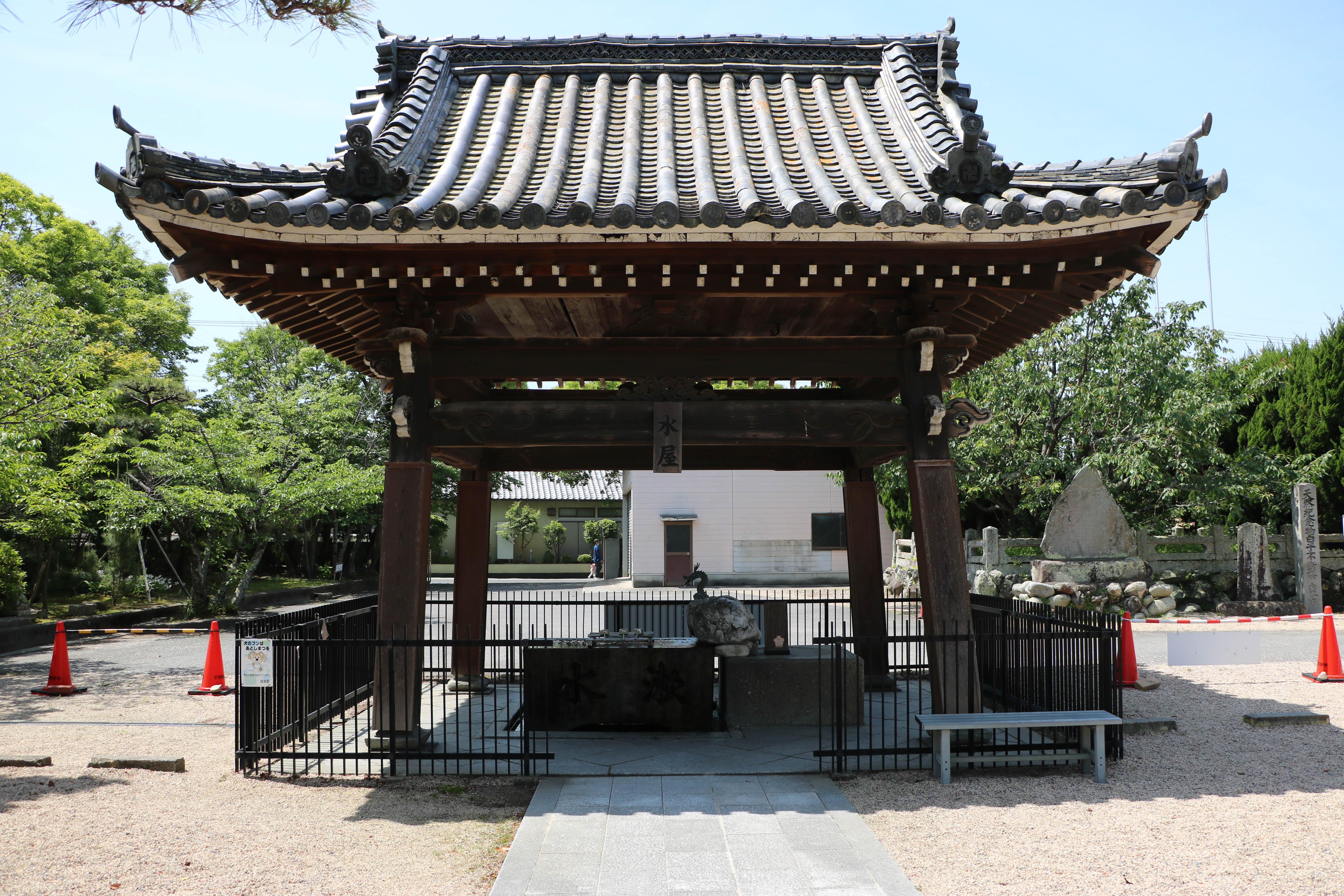
水屋の右後方に不断ザクラ。

## 交通アクセス
所在地
- 三重県鈴鹿市寺家3-2-12[11]

交通
- 東名阪自動車道鈴鹿インターチェンジより車で約45分[11]。
- 近畿日本鉄道（近鉄）名古屋線鼓ヶ浦駅より徒歩約2分[11]。